# Chabakovia
Chabakovia es un género de foraminífero bentónico de estatus incierto, aunque considerado perteneciente a la familia Ptychocladiidae, de la superfamilia Ptychocladioidea, del suborden Fusulinina y del orden Fusulinida. Su especie tipo es Chabakovia ramosa. Su rango cronoestratigráfico abarcaba el Cámbrico inferior y medio.

## Clasificación
Chabakovia incluye a la siguiente especie:
- Chabakovia ramosa †